# Wilfrido Maria Guerrero

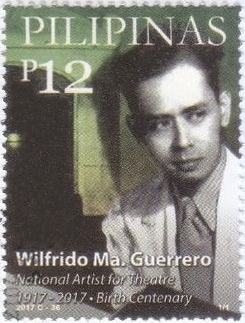
Wilfrido Maria Guerrero

Wilfrido Maria Guerrero (Manilla, 22 januari 1911 - 28 april 1995) was een Filipijns toneelschrijver, toneelregisseur en docent. Hij wordt beschouwd als een van de meest vooraanstaande Filipijnse toneelschrijvers en werd in 1997 postuum benoemd tot nationaal kunstenaar van de Filipijnen.

## Biografie
Wilfrido Maria Guerrero werd geboren op 22 januari 1911 in de Filipijnse hoofdstad Manilla. Hij was een van de acht kinderen van Manuel María Guerrero en Elisa Ocampo, een dochter van La Vanguardia-oprichter Martin Ocampo. Guerrero volgde zijn middelbare school onderwijs aan de Ateneo de Manila University en studeerde aansluitend aan de University of the Philippines en Greg's Business School. Hij voltooide echter geen opleiding, omdat hij met bezig was met het schrijven van toneelstukken. Al op 13-jarige leeftijd, toen hij nog op het Ateneo de Manila zat, schreef hij zijn eerste toneelstuk. Het stuk No Toto es Risa werd op de verjaardag van de rector opgevoerd. In zijn tijd op de UP begon hij te schrijven in het Engels. 
In de jaren 30 werkte Guerrero als journalist bij La Vanguardia en was hij toneelcriticus bij de Manila Tribune. In 1939 was hij werkzaam als scenarioschrijver voor Philippine Films. Het jaar erop begon hij een toneelgroep met de naam Filipino Players, waarmee hij tot 1947 zelf geschreven toneelstukken opvoerde in Manilla en de omliggende provincies. Guerrero speelde zelf ook vaak een rol  in deze voorstellingen. In 1947 werd Guerrero benoemd tot universitair docent toneel  aan de University of the Philippines. Zijn benoeming was controversieel, omdat hij nooit een universitaire titel behaalde. Hij was vanaf 1947 bovendien gedurende 16 jaar regisseur van de UP Dramatics Club. Diverse jonge acteurs en regisseurs genoten er in deze periode hun opleiding, onder wie Behn Cervantes, Celia Diaz-Laurel, Joy Virata, Joonee Gamboa, Lino Brocka en Ishmael Bernal. In 1962 richtte Guerrero de UP Mobile Theatre op met de bedoeling om toneel populair te maken onder de Filipijnse bevolking. Gedurende 19 jaar toerde hij met het Mobile Theater naar vele dorpen en grotere plaatsen in Luzon, de Visayas en Mindanao. In deze periode speelde het Mobile Theater naar schatting zo'n 2500 voorstellingen, waarin vele van Guerrero's eigen toneelstukken werden opgevoerd. In 1982 ging hij met pensioen en het jaar erop werd hij benoemd tot emeritus-professor. 
Guerrero schreef gedurende zijn hele carrière ongeveer honderd toneelstukken. Enkele van zijn meest bekende stukken zijn Half an Hour in a Convent (1934), Women are Extraordinary (1937), Hate Begins (1938), Romance in B. Minor” (1939), Movie Artists (1940), Forever (1941), Condemned (1944), Frustrations (1944), Wow These Americans (1946), Wanted: A Chaperon, (1947), The Forsaken House (1947), Perhaps (1947), Three Rats (1948), Deep in My Heart (1951), In Unity (1953) en Our Strange Ways (1953). Diverse van Guerrero's toneelstukken werden gedurende de jaren gebundeld gepubliceerd in 13 Plays (1947), 8 Other Plays (1962), 12 New Plays (1971), My Favorite 11 Plays (1976), 4 last Plays (1980), 18 Plays Translated in Filipino (1985) en Retribution and eight other Plays (1990). Guerrero schreef ook een boek over zijn familie, met vele bekende kunstenaars en doktoren, genaamd: The Guerreros of Ermita:
Family History and Personal Memoirs (1988).
Guerrero werd tijdens zijn leven onderscheiden met de Rizal Pro-Patria Award (1961), de Araw ng Maynila Award (1969) en de Republic Cultural Heritage Award (1972). Hij overleed in 1995 op 84-jarige leeftijd. Twee jaar na zijn dood werd hij benoemd tot nationaal kunstenaar van de Filipijnen.